# Card (luta profissional)
Na luta profissional, o card é o alinhamento de combates que irão ser realizado num determinado local. O card é geralmente feito em maneira inversa ao que é escrito em posters e outros materiais promocionais. Os principais combates entre lutadores reconhecidos podem ser por "títulos" e são chamados "top do card" ou "cabeças de cartaz", com os anteriores combates entre lutadores menos conhecidos a serem chamados "undercard." Terminologia idêntica é também usada no boxe.